# Rostvitmossa
Rostvitmossa (Sphagnum fuscum) är en mossa som hör till gruppen vitmossor. Det är Västerbottens landskapsmossa.